# Дакаль, Пабло
Па́бло Дака́ль (исп. Pablo Dacal; 30 июня 1886, Монтевидео — 1961) — уругвайский футболист, выступавший на позиции нападающего. Чемпион Южной Америки 1916 года.

## Биография
Пабло Дакаль в 1910 году вместе со сборной Уругвая занял второе место на Кубке Столетия Майской революции, который был предшественником Кубка Америки. На этом турнире он сыграл в обеих встречах — со сборной Чили и Аргентиной.
Будучи игроком «Насьоналя», попал в заявку сборной Уругвая на Кубок Америки 1916 — первого в истории континентального турнира на уровне сборных. Уругвай выиграл турнир, но Дакаль не сыграл ни в одном матче.
Дакаль сыграл за сборную 28 матчей и забил шесть голов.

## Титулы
- Чемпион Уругвая (3): 1908, 1910, 1916
- Чемпион Южной Америки (2): 1916